# Papa Adriano V
Adriano V (em latim: Hadrianus V), nascido Ottobano Fieschi; (Gênova, 1215 — Viterbo, 18 de agosto de 1276) foi o 186.º Papa da Igreja Católica por 38 dias em 1276,  natural de  Génova da família dos condes de Lavagna e sobrinho do Papa Inocêncio IV.
Em 1264, deslocou-se à Inglaterra para mediar o conflito entre Henrique III e a nobreza.
Eleito sucessor do Papa Inocêncio V em 11 de julho de 1276, morreu em Viterbo em 18 de agosto, sem tomar a Ordem. Sucedeu-lhe o Papa João XXI.